# Фенікс (фільм, 2014)
«Фенікс» (нім. Phoenix) — німецька кінодрама режисера і сценариста Крістіана Петцольда, що вийшла 2014 року. У головних ролях Ніна Госс, Рональд Церфельд, Ніна Кунцендорф. Стрічку створено на основі роману „Le Retour des cendres“ Юбера Монтельє.
Вперше фільм продемонстрували 5 вересня 2014 року у Канаді на Міжнародному кінофестивалі у Торонто. В Україні у кінопрокаті показ фільму має розпочатися 5 листопада 2015 року.

## Сюжет
Неллі Ленц — жертва Голокосту, якій вдалося вижити у концтаборі. Вона поранена, у неї сильно понівечене обличчя. Співробітниця Єврейського агентства Лене Вінтер допомогла Неллі дістатися до Берліна, де їй зробили пластичну операцію. Видужавши після операції, Неллі починає шукати свого чоловіка, Йоганнеса. Коли вона нарешті знайшла його, Йоганнес не упізнав свою дружину, яку вважав загиблою. Проте, він визнає, що ця незнайома йому жінка схожа на його «покійну» дружину. І тоді Йоганнес робить ділову пропозицію Неллі — вона повинна буде зображати його дружину, щоб отримати багатство, яке їй дісталося від сім'ї. Неллі погоджується.

## Творці фільму

### Знімальна група
Кінорежисер — Крістіан Петцольд, сценаристами були Крістіан Петцольд і Харун Фарокі, кінопродюсерами — Флоріан Кернер фон Ґусторф і Міхаель Вебер, виконавчими продюсерами — Яцек Ґачковскі і Пйотр Стшелецькі. Композитор: Стефан Вілль, кінооператор — Ганс Фромм, кіномонтаж: Беттіна Бюлєр. Підбір акторів — Сімона Бер, художник-постановник: Каде Ґрубер, артдиректор: Мерлін Ортнер, художник по костюмах — Анетте Ґутер.

### У ролях
| Актор            | Роль                                                    |
| ---------------- | ------------------------------------------------------- |
| Ніна Госс        | Неллі Ленц, колишня співачка кабаре, вижила в Голокості |
| Рональд Церфельд | Йоганнес, чоловік Неллі                                 |
| Ніна Кунцендорф  | Лене, подруга Неллі                                     |
| Міхаель Мертенс  |                                                         |
| Імоґен Коґґе     | Елізабет                                                |

## Сприйняття

### Критика
Фільм отримав позитивні відгуки: Rotten Tomatoes дав оцінку 99% на основі 86 відгуків від критиків (середня оцінка 8,1/10) і 81% від глядачів зі середньою оцінкою 4/5 (7 005 голосів). Загалом на сайті фільми має позитивний рейтинг, фільму зарахований „стиглий помідор“ від кінокритиків і „попкорн“ від глядачів, Internet Movie Database — 7,3/10 (5 093 голоси), Metacritic — 90/100 (27 відгуків критиків) і 8,1/10 від глядачів (33 голоси). Загалом на цьому ресурсі від критиків і від глядачів фільм отримав позитивні відгуки.

### Касові збори
Під час показу у США, що розпочався 24 липня 2015 року, протягом першого тижня фільм був показаний у 2 кінотеатрах і зібрав 30 296 $. Станом на 24 жовтня 2015 року показ фільму триває 94 дні (13,4 тижня), зібравши за цей час у прокаті у США 3 143 677 доларів США, а у решті світу 389 983 $, тобто загалом 3 533 660 доларів США.

### Нагороди і номінації
| Нагороди і номінації фільму „Фенікс“ | Нагороди і номінації фільму „Фенікс“       | Нагороди і номінації фільму „Фенікс“           | Нагороди і номінації фільму „Фенікс“ | Нагороди і номінації фільму „Фенікс“ |
| Рік                                  | Нагорода                                   | Категорія                                      | Номінант                             | Результат                            |
| ------------------------------------ | ------------------------------------------ | ---------------------------------------------- | ------------------------------------ | ------------------------------------ |
| 2014                                 | Кінофестиваль у Лісабоні й Ештурілі        | Спеціальна нагорода журі Жоао Бенарда да Кости | Крістіан Петцольд                    | Перемога                             |
| 2014                                 | Лондонський кінофестиваль                  | Найкращий фільм                                | Крістіан Петцольд                    | Номінація                            |
| 2014                                 | Міжнародний кінофестиваль у Сан-Себастьяні | Приз ФІПРЕССІ                                  | Крістіан Петцольд                    | Перемога                             |
| 2014                                 | Міжнародний кінофестиваль у Сан-Себастьяні | Найкращий фільм («Золота мушля»)               | Крістіан Петцольд                    | Номінація                            |
| 2015                                 | Film Club's The Lost Weekend               | Найкраща розповідь                             | стрічка                              | Перемога                             |
| 2015                                 | «Deutscher Filmpreis»                      | Найкраща жіноча роль другого плану             | Ніна Кунцендорф                      | Перемога                             |
| 2015                                 | «Deutscher Filmpreis»                      | Найкраща жіноча роль                           | Ніна Госс                            | Номінація                            |
| 2015                                 | Нагорода Асоціації німецьких кінокритиків  | Найкращий фільм                                | Крістіан Петцольд                    | Номінація                            |
| 2015                                 | Гонконзький Міжнародний кінофестиваль      | Нагорода SIGNIS — особлива згадка              | Крістіан Петцольд                    | Перемога                             |
| 2015                                 | Гонконзький Міжнародний кінофестиваль      | Нагорода SIGNIS                                | Крістіан Петцольд                    | Номінація                            |
| 2015                                 | Міжнародний стамбульський кінофестиваль    | Золотий тюльпан                                | Крістіан Петцольд                    | Номінація                            |
| 2015                                 | Нагорода «Юпітер»                          | Найкраща німецька акторка                      | Ніна Госс                            | Номінація                            |
| 2015                                 | Міжнародний кінофестиваль у Сіетлі         | Найкраща акторка                               | Ніна Госс                            | Перемога                             |

### Виноски
1. 1 2  Фенікс. Артхаус Трафік. Архів оригіналу за 31 жовтня 2015. Процитовано 31 жовтня 2015.
2. 1 2  Phoenix: Release Info (англ.). Internet Movie Database. Процитовано 31 жовтня 2015.
3. 1 2  Фенікс. Kino-teatr.ua. Процитовано 31 жовтня 2015.
4. 1 2  Phoenix (2015) (англ.). Box Office Mojo. Процитовано 31 жовтня 2015.
5. 1 2 3 4  Phoenix (2015) (англ.). The Numbers. Процитовано 31 жовтня 2015.
6. 1 2  Phoenix (англ.). Internet Movie Database. Процитовано 31 жовтня 2015.
7. ↑  Phoenix (2014) (англ.). AllMovie. Процитовано 31 жовтня 2015.
8. 1 2  Phoenix: Full Cast & Crew (англ.). Internet Movie Database. Процитовано 31 жовтня 2015.
9. ↑  Phoenix (англ.). Rotten Tomatoes. Процитовано 31 жовтня 2015.
10. ↑  Phoenix (англ.). Metacritic. Процитовано 31 жовтня 2015.
11. ↑  Phoenix: Awards (англ.). Internet Movie Database. Процитовано 31 жовтня 2015.